# 蛔虫
蛔虫（学名：Ascaris lumbricoides）中文全名为似蚓蛔线虫，是一种常见的肠道寄生虫，也作“蚘虫”，属于线虫动物门，最長可達35 cm。蛔蟲會導蛔蟲病，屬於被輕忽的熱帶疾病的一種。據估計，全球大約有六分之一的人口受到蛔蟲及其他圓蟲類感染寄生。蛔蟲病的分布範圍廣布全球，特別是熱帶與亞熱帶。

## 特征
蛔虫的身体为灰白色长圆柱状，长约15—35厘米，形似蚯蚓。尾部向腹面弯曲，有交合刺两枚；雌虫稍长而粗，圆锥形尾部不弯曲。

## 习性

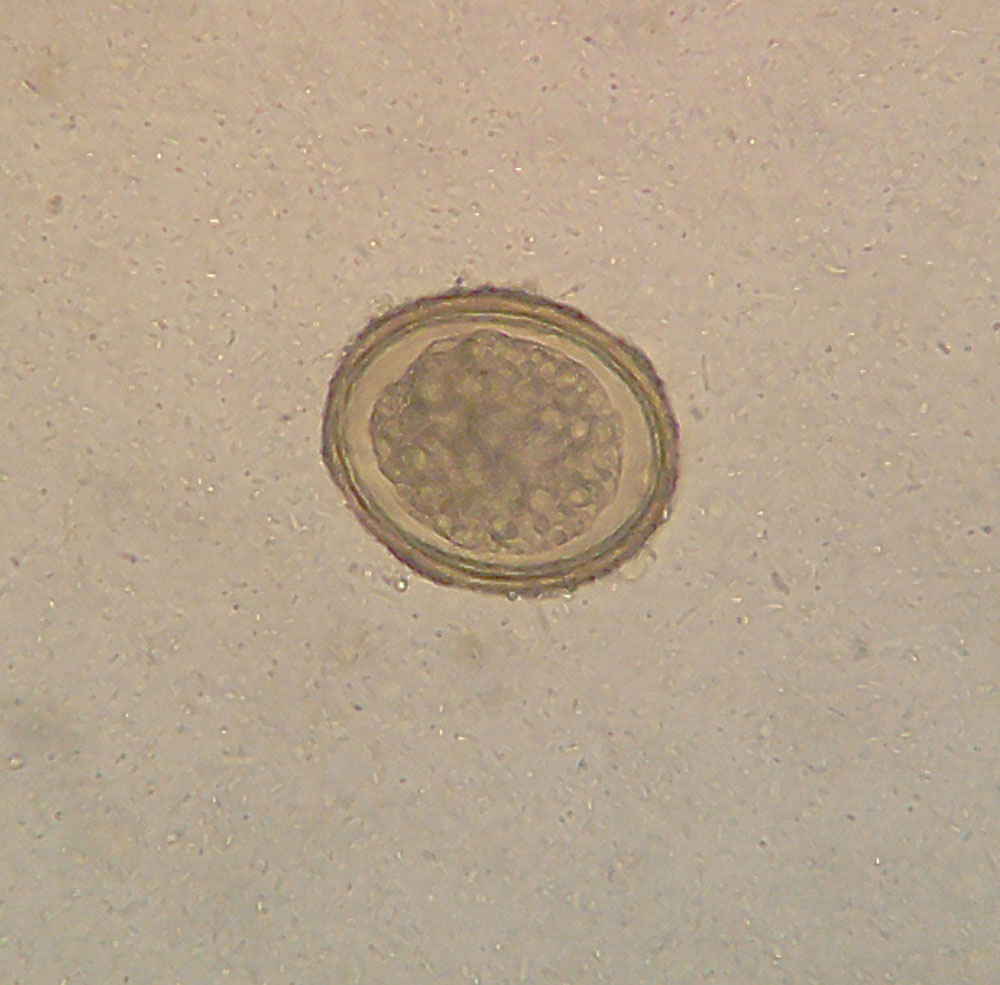
在显微镜下观察的蛔虫受精卵

蛔虫寄生在人的小肠中，吸取人腹内的营养物质，靠摄取肠内半消化的食物生存。因此，感染蛔虫易造成儿童营养不良。蛔虫成虫在人小肠内产卵，虫卵随粪便排出人体外。当虫卵存在于水中或附着于水果、蔬菜等上而从人口进入时，对人来说便是感染上蛔虫了。从小肠到体外，再从人口进入，这就是蛔虫此物种的生存循环过程。

## 延伸阅读
[在维基数据编辑]
 《欽定古今圖書集成·博物彙編·禽蟲典·蚘蟲部》，出自陈梦雷《古今圖書集成》

## 外部連結
- 寄生蟲學-Ascaris lumbricoides(蛔蟲) （页面存档备份，存于）